# الحائزون على نيشان الصداقة من الدرجة الثانية (كازاخستان)
نيشان الصداقة من كازاخستان أو نيشان الصداقة الكازاخستاني (بالقازاقية: Достық ордені)‏ (بالروسية: Орден Дружбы)‏ هو وسام دولة تصدره جمهورية كازاخستان.

## نبذة
أُنشئ نيشان الصداقة بموجب القانون الصادر في 12 ديسمبر 1995 رقم 2676 «بشأن أوسمة الدولة لجمهورية كازاخستان» بدرجة واحدة، ومع ذلك، بموجب قانون جمهورية كازاخستان المؤرخ 26 يوليو 1999 رقم 462-1 تم تقسيمه إلى درجتين، كما اعتمد مظهرًا جديدًا. وهو الخليفة القانوني الكازاخستاني لوسام الصداقة بين الشعوب السوفييت، الذي استوحى منه الشريط.
لا يجب الخلط بين نيشان الصداقة الكازاخستاني ونيشان الصداقة البيلاروسي ونيشان الصداقة الفييتنامي ووسام الصداقة الروسي ووسام الصداقة الصيني.

## الحائزون على نيشان الصداقة من الدرجة الثانية
- فرهاد صائب أوغلو عبد الله
- عبد العزيز بن عبد الله آل الشيخ
- أبوسيتوف كايرات هواتوفيتش
- روبرتا أزيفد
- أيتيموفا، بيرغانيم ساريفنا
- ألدابيرجينوف، نورلان شاديبيكوفيتش
- أليكبيروف، فاجيت يوسفوفيتش
- الكسندروف، يوري إيزاكوفيتش
- علييف، زوماتاي أليفيتش
- أليسون، جراهام
- أنودينا، تاتيانا غريغوريفنا
- أنتوني (موسكالينكو)
- أريبوف، عبد الله نجماتوفيتش
- أريستانبيكوفا، أكمارال خيدروفنا
- أتروشكيفيتش، بافل الكسندروفيتش
- أوشيف، رسلان سلطانوفيتش
- أشيموف، أونداسين بايكينوفيتش
- بابيتشيف، فلاديمير ستيبانوفيتش
- بايبوسينوف، كايرات أوكينوفيتش
- باتورين، يوري ميخائيلوفيتش
- باشماكوف، أناتولي أفاناسيفيتش
- بيسينباييف، عسكر أسانوفيتش
- بيلجر، جيرولد كارلوفيتش
- بيليك، أناتولي بتروفيتش
- بيتيموف، أوميرتاى ماكاشيفيتش
- بلاتر، جوزيف
- بوبروف، فلاديمير ياكوفليفيتش
- بوكوفا، إيرينا
- بورديوزا، نيكولاي نيكولايفيتش
- بورودافكين، أليكسي نيكولايفيتش
- بوشارنيكوف، ميخائيل نيكولايفيتش
- براون، أندري جورجيفيتش
- بولاروف، إلياس يوسوبوفيتش
- فينوكور، فلاديمير ناتانوفيتش
- فيشنيشنكو، فاليري جورجييفيتش
- فولكوف، سيرجي الكسندروفيتش (رائد فضاء)
- غانديلوف، لطيف سيف الدين أوغلو
- جيلرت، ناتاليا فلاديميروفنا
- جينشر، هانز ديتريش
- جلازكوف، يوري نيكولايفيتش
- جوريلنيكوف، ياكوف فينيامينوفيتش
- جوسين، اروين فرانتسفيتش
- غريغوروفيتش، يوري نيكولايفيتش
- غريغوريف، أناتولي إيفانوفيتش (عالم فيزيولوجي)
- قربانوف، جافيد جانبار أوغلو
- جوسمان، ميخائيل سولومونوفيتش
- دافيدوف، نيكولاي جريجوريفيتش
- ديربيكوف، مسلمباي
- داراييف، محمود ماريبوفيتش
- داوينوف، ميخائيل يوسوبوفيتش
- دومينغو، بلاسيدو
- دريز، نيكولاي الكسندروفيتش
- دوملر، ألكسندر فيليبوفيتش
- إريمينكو، أناتولي سيميونوفيتش
- إروخين، فيتالي نيكولايفيتش
- إرتيسباييف، إرموخاميت كابيدينوفيتش
- إسيلوف، سانسيزباي سيتشانوفيتش
- زاكيبباي، نوركانات
- جالوبين، سيرجي ميخائيلوفيتش
- زمنكولوف، تنغيشباي
- جانغورازوف وإبراغيم دوتوفيتش
- جيلديباييف، عبد المؤمن
- زيغالوف، كونستانتين فاسيليفيتش
- زيلكين، الكسندر الكسندروفيتش
- زلداسباييف، سماتيفيتش
- باكيتجان تورسينوفيتش
- زوماتوف، جباس زوماتوفيتش
- زاكلينسكي، كونستانتين إيفجينيفيتش
- إبرايف، رشيد توراروفيتش
- إيفانوف، سيرجي بوريسوفيتش
- إيزابيكوف، دولات
- ايسيتوف، رسول
- قديروف، أحمدجان نصيروفيتش
- كالميرزايف، عبدش سارسينوفيتش
- كانابيانوف، بخيتجان موساخانوفيتش
- كابيل، إيجور ياكوفليفيتش
- كارابتيان، أرتوش ميسروبوفيتش
- كاراسين، غريغوري بوريسوفيتش
- كاريبزانوف وجانيبك سليموفيتش
- كارين، إيرلان تينيمبايولي
- كاسيموف، جاني إسينجلدينوفيتش
- كايبوفا، نينا أميروفنا
- كيسوغلو، لاكي كونستانتينوفيتش
- كيم، أناتولي أندريفيتش
- كيم، غالينا نيكولاييفنا
- كيم، لاريسا فالنتينوفنا
- كيم، رومان أوخينوفيتش
- كيريلينكو، إيفان غريغوريفيتش
- كيست، فيكتور إدواردوفيتش
- كيانسكي، فيكتور فلاديميروفيتش
- كوبزون، جوزيف دافيدوفيتش
- كوجوجين، سيرجي أناتوليفيتش
- كوستين، أندريه ليونيدوفيتش
- كروتوف، ميخائيل يوسيفوفيتش
- كروتوي، إيغور ياكوفليفيتش
- كريمسكايا، فاليريا جورجيفنا
- ، يناير كوبيش
- ، ستانيسلاف بافلوفيتش كورزي
- ، سيرجي فيكتوروفيتش لافروف
- ، فياتشيسلاف ميخائيلوفيتش ليبيديف
- ، ليف فاليريانوفيتش ليششينكو
- ، ميخائيل نوجزاروفيتش لومتادزي
- ماجد عبد العزيز التركي
- ، فلاديمير سيرجيفيتش ماليشيف
- ، طير إيموكاميتوفيتش منصوروف
- ، فؤاد شاكيروفيتش منصوروف
- الكسندر فاسيليفيتش
- ، فالنتينا إيفانوفنا ماتفينكو
- ، بيتر ماورر
- مها شاكري سيريندهورن
- ، فلاديمير روستيسلافوفيتش ميدينسكي
- ، زوبين ميتا
- ميثوديوس (نمتسوف)
- ، أليكسي بوريسوفيتش ميلر
- ، رستم نورغاليفيتش مينيخانوف
- ، فيلين بوريسوفيتش مولوتوف لوتشانسكي
- ، زينولا مولداهميتوفيتش مولداكميتوف
- مرادوف، أحمد سيداراخمانوفيتش مرادوف
- ، عسكر أحمدوفيتش موسينوف
- نادر كريموفيتش نادروف
- سيرجي يفجينيفيتش ناريشكين
- فلاديمير أنفيانوفيتش
- ولا ليوبوف أفغوستوفنا
- بولات كابديل خاميتوفيتش نورغالييف
- عبد الملك نيسانبايفيتش نيسانباييف
- سلطان مازيتوفيتش أوزدوف
- جون مالكولم أوردواي
- أناربك أنغارولي أورمان
- كمال ساروروفيتش أورمانتيف
- أصلي علييفنا عثمان
- جينادي إيفانوفيتش بادالكا
- إيلا الكسندروفنا بامفيلوفا
- باتون، بوريس إيفجينيفيتش
- باتروشيفا، نينا ميخائيلوفنا
- بيرمينوف، أناتولي نيكولايفيتش
- بيروآشيف، عزت تورليبيكولي
- بكليفانيدي، إيفستافي الكيفيادوفيتش
- بوليجيف وليونيد كونستانتينوفيتش
- بولتوراباتكو، ليودميلا جريجوريفنا
- بريمبيتوف، سيريك دوستانوفيتش
- بريخودكو، سيرجي إدواردوفيتش
- برياخين، جورجي فلاديميروفيتش
- شيمباييف، مايرام
- رابوتا، غريغوري ألكسيفيتش
- راو، ألبرت بافلوفيتش
- روجوف، إيغور إيفانوفيتش
- روجوزين، دميتري أوليجوفيتش
- رولدوجين، سيرجي بافلوفيتش
- روسيل، إدوارد إرغارتوفيتش
- ريجكوف، نيكولاي إيفانوفيتش
- ريمباييفا، روزا كوانيشيفنا
- ريومين، فاليري فيكتوروفيتش
- سابدينوف، رحيم سابدينوفيتش
- سافتشينكو، الكسندر جورجيفيتش
- فيكتور أنتونوفيتش
- سالافاتوف، رينات سالافاتوفيتش
- ماريا سانشيز بويج
- سارجسيان، تيغران سورينوفيتش
- سريباي، خيرات شوريفيتش
- ساتاروف، إيفار جوماروفيتش
- سوير، إيفان أداموفيتش
- سيزنباييف ورولان شاكينوفيتش
- سينكيفيتش، نيكولاي يوريفيتش
- سيدوروفيتش، الكسندر فلاديميروفيتش
- سكالفارو، أوسكار لويجي
- سيرجي أوليجوفيتش
- سولوفيوف، فلاديمير ألكسيفيتش (رائد فضاء)
- سوسكوفيتس، أوليغ نيكولايفيتش
- سبيتسين، أناتولي تيخونوفيتش
- سليمينوف، زاراسباي كبدولينوفيتش
- تانغ جياكسوان
- شامل أنفياروفيتش
- تارسكايا، تاتيانا نيكولايفنا
- الطرشهاني محمد عبد الله
- تيميروفا، أيتورجان
- تيموشينكو، يوري إيفجينيفيتش
- تيتوف، كونستانتين ألكسيفيتش
- توكاريف، نيكولاي بتروفيتش
- توماس، آندي
- توركونوف، أناتولي فاسيليفيتش
- تروشيخين، ميخائيل فاسيليفيتش
- توجانوف، إيرالي لوكبانوفيتش
- تولييف، أمان جوميروفيتش
- أوتيموراتوف، بولات زاميتوفيتش
- يوفيمتسيف، سيرجي أناتوليفيتش
- أوشاكوف، يوري فيكتوروفيتش
- فينوغينوف، إيغور فالنتينوفيتش
- خالمورادوف، روزاكول ساتيبالديفيتش
- خامزيف، ألماظ نصر الدينوفيتش
- خان، غوري بوريسوفيتش
- خازوف، شاكر خسينوفيتش
- كريستينكو، فيكتور بوريسوفيتش
- خودايبيرجينوف، تورسينخان أيداروفيتش
- تسكاي، يوري أندريفيتش
- شيمزوف، سيرجي فيكتوروفيتش
- بوريس الكسندروفيتش